# رالي ويلز 2019
رالي ويلز 2019 هو سباق رالي أقيم في الفترة من 3 إلى 6 أكتوبر 2019 في لانديدنو. كان الجولة الثانية عشر ضمن بطولة العالم للراليات موسم 2019. تكون الرالي من 22 مرحلة. فاز أوت تاناك ببطولة السائقين بينما كان تويوتا جازو لسباقات الرالي بطلا للفرق.